# Jean Aegler
Jean Aegler, né le 25 janvier 1850 à Krattigen et mort le 2 août 1891 à Bienne, est un horloger suisse.

## Biographie
Jean Aegler apprend le métier d’horloger avant de fonder, en 1878 avec sa femme Anna Maria Ramser (qu’il épouse le 26 juillet 1873 à La Neuveville), sa propre maison appelée Jean Aegler. En 1881, il achète un atelier industriel dans la ville de Bienne qu’il transforme en usine.
Il se spécialise dans la fabrication de modèles pour dames et, grâce à la mise au point d’un mouvement de 20 mm (ce qui est minuscule pour l’époque), se lance dans le marché de la montre-bracelet. Répondant à l’appel d’offre de Hans Wilsdorf qui, depuis Londres est en train de lancer sa propre marque, il est sélectionné en 1901 et devient l’unique fournisseur de la compagnie Rolex qui connaîtra le succès quelques années plus tard lorsque les montres de poignet d’Aegler seront les premières au monde à être certifiées par la Société suisse de chronométrie.
Après son décès, la fabrique est reprise par ses deux fils, Hans et Hermann. L’usine va changer de nom pour devenir la Manufacture des montres Rolex et sera finalement rachetée par Rolex SA le 26 mars 2004.

## Sources
- Harry Borer, 1878-1978, Centenaire de la Manufacture des montres Rolex SA, Bienne dans les Nouvelles Annales Biennoises, 1979, pages 101-109.